# Ostindiefarare

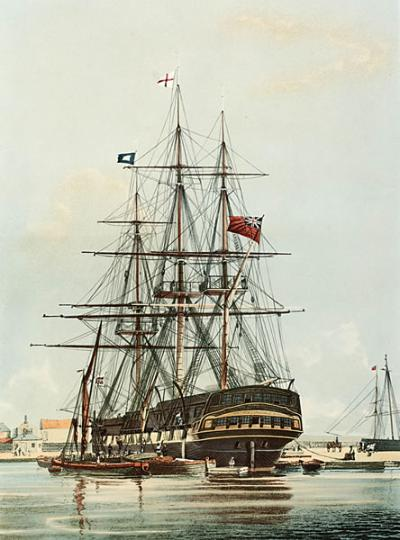
Målning som föreställer Ostindiefararen Repulse (1820) i Londons Ostindienhamn.

En Ostindiefarare var ett segelfartyg som användes som handelsfartyg i trafik mellan Europa och Ostasien under 1700-talet och början av 1800-talet, strax före ångfartygen slog igenom. De seglade för de olika ostindiska kompanierna från flera länder - Danmark, Frankrike, Nederländerna, Portugal, Spanien, Storbritannien och Sverige.
Fartygen rörde sig över Indiska oceanen, och var byggda som en slags blandning av handelsfartyg och krigsfartyg där det förutom lastutrymmen ombord också fanns däck med kanoner så man kunde försvara sig mot pirater.

## Bildgalleri

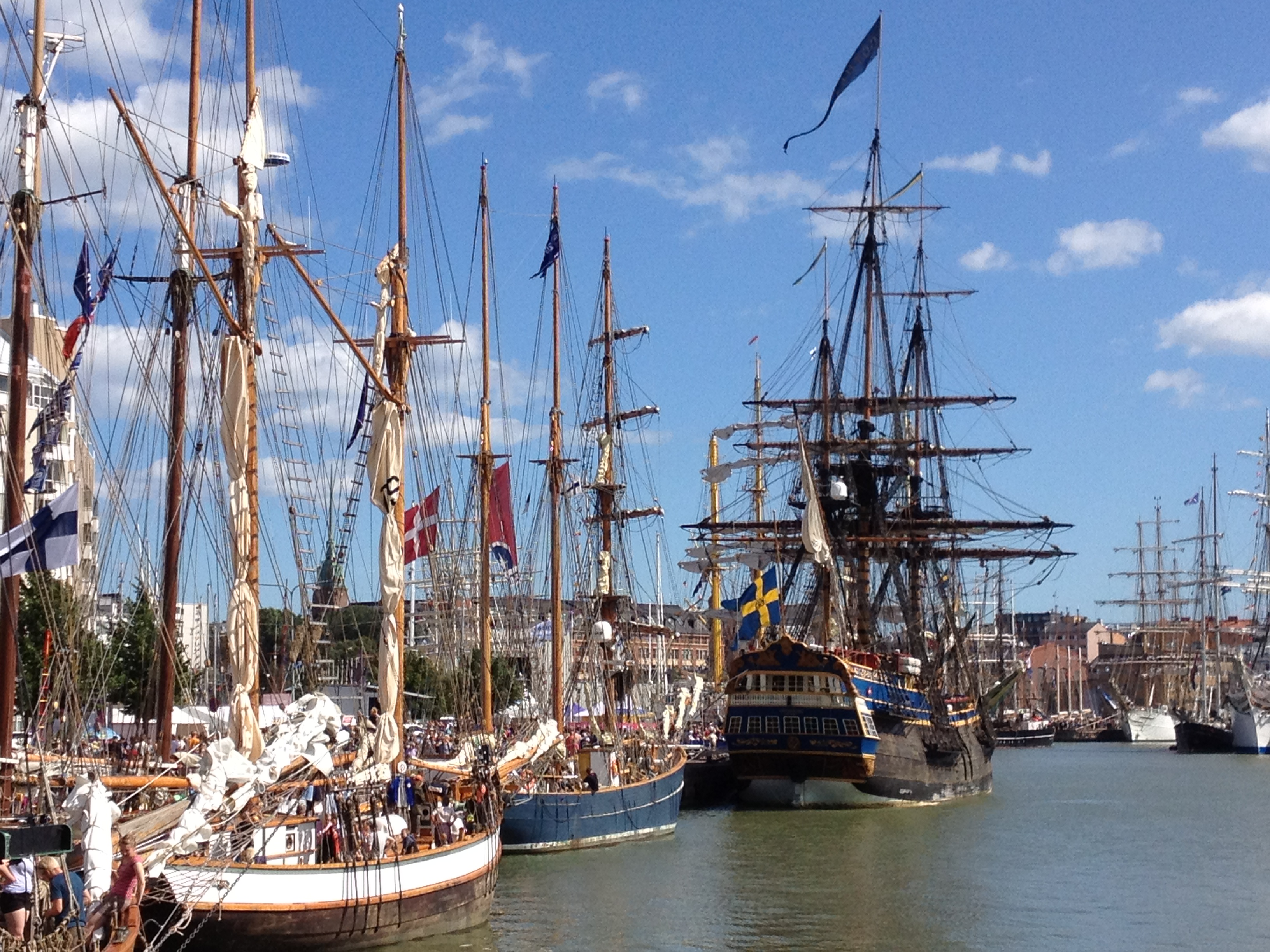
Fil:East_Indiaman_Gotheborg_-_Tall_Ships_Race_Helsinki_Sandviken_2013_-_01.jpgOstindiefararen Götheborg förtöjd i Sandviken i Helsingfors, tillsammans med andra deltagare i Tall Ships' Race, 2013.
Fil:Grafik_ostindiefarare_GÖTA_LEJON_(Jacob_Hägg)_-_Sjöfartsmuseet_Akvariet_-_SMG27099.tifOstindiefararen GÖTA LEJON
Fil:Tuschteckning,_ostindiefarare_till_ankars_vid_Whampoa_(Jens_Christian_Andresen)_-_Sjöfartsmuseet_Akvariet_-_SMG41359.tifOstindiefarare till ankars vid Whampoa
Fil:Fartygsmodell_ostindiefarare_-_Sjöfartsmuseet_Akvariet_-_SMG701.tifModell av ostindiefarare
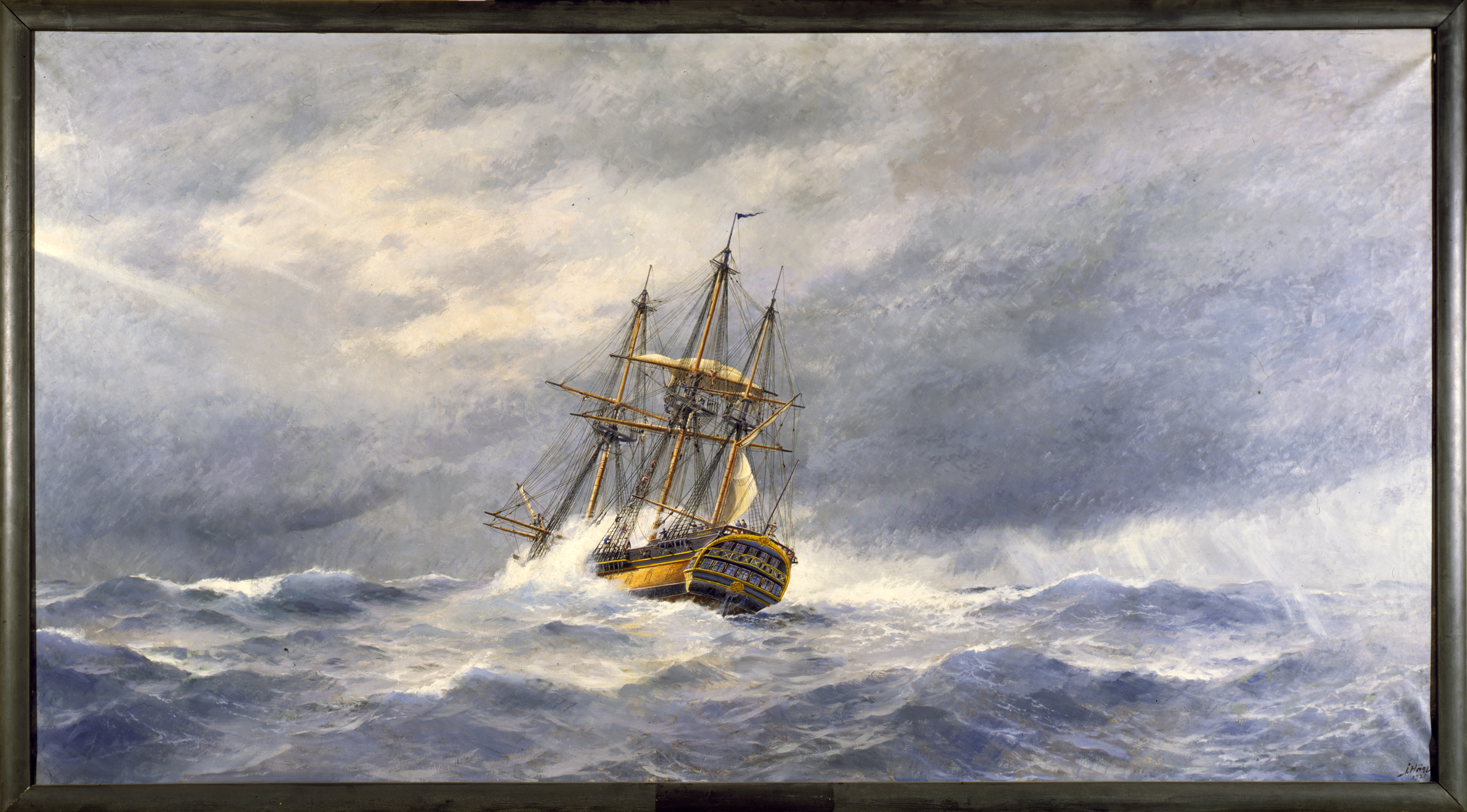
Fil:Oljemålning_FINLAND_i_storm_(Jacob_Hägg)_-_Sjöfartsmuseet_Akvariet_-_SMG1655.tifOstindiefararen FINLAND i storm